# 国民旅遊カード
国民旅遊カード（こくみんりょゆう card）は台湾で使用されている公務員休暇制度に依拠して発行されている特殊なクレジットカードとその発行制度である。『行政院及所属各機関公務人員休假改進措施』に依拠し、このカードを利用して公務員への給与手当ての支給及び政府による補助金が交付される。
現在、国民旅遊カードは民間への発行も行われている。国民旅遊カードは表面に「国民旅遊卡」及び「Taiwan」のロゴがデザインされている以外、その他の一般クレジットカードとほぼ同一であるが、通常、当該カード所持者は公務員であり、使用目的はその所属機関の福利厚生部門に対し「矯正休暇」での旅行費用補助（国民旅遊補助費）を請求ことである。この補助制度が適用されるのは台湾の全公務員及び公立学校の教職員であり、約48万人が対象となり、カードによる消費金額とそれに対する政府補助は毎年76億NTDである。国民旅遊カードによる経済効果は100億NTD以上と言われている。

## 休暇制度
台湾の公務員が主要な発行対象となっている国民旅遊カードは、公務専用カードの一種ともいえるが、その実態は一般のクレジットカード同様、審査発行、使用、限度額計算が行われている。国民旅遊カードの主要な発行目的は公務員が政府に対し強制休暇の後の旅行費用の補助を申請することであり、1947年に施行され数度にわたり修正された『公務人員休假規則』と関係している。
『公務人員休假規則』の規定によれば、台湾の公務員は連続して一定期間勤務することで土日祝日を除き1年に7日から30日（満1年以上7日、満6年14日、満9年21日、満15年30日）の有給休暇を獲得すると定められている。これは現行の『労働基準法 (台湾)』の休暇規定に優先されると見做される規定である。
この他、休暇申請規則にはもし有資格者が休暇を消化しきれない場合、翌年初めに政府は日割り計算の給与により未消化休暇の給与を計算し本給以外に該当者に支給すると定められている（不休假加班費）。例を挙げれば勤続20年、日割り給与が1900NTDの公務員の場合、強制休暇は30日あるが10日しか消化できなかった場合、政府は翌年に3万8000NTD（1900NTD/日 × 20日）を支給する計算になる。
1996年、公務員の休暇申請の促進と財政支出削減を目指し政府は『公務人員休假規則』を改定、特殊業務を行う期間以外、公務員に毎年14日間の有給休暇を支給し、休暇期間が14日に満たない場合でも休暇を消化したと見做す「強制休暇」制度が創設された。それと同時に実質的な減給となる公務員の反発を考慮し、強制休暇実施以外に14日間の不休假加班費の支給を規定した。

## 発行
2000年、民進党が政権を掌握すると、14日の不休假加班費を補助の名目で発行することとし、1万6000NTDを14日の強制休暇への補助、600NTDを強制休暇以外への補助と定めた。これにより30日の休暇資格を有す公務人で強制休暇が14日、一般休暇が10日の場合、休暇日数が6日間であった場合は、1万6000NTDの強制休暇補助および6000NTD（600NTD/日 × 10日）の一般休暇補助及び6日間の不休假加班費が支給されることとなり、2001年から2002年に書けて強制休暇補助は発票による実費精算方式が採用された。
2003年、1万6000NTDの強制休暇補助制度は国民旅遊カードによる精算方式に変更された。これは台湾公務員の休暇利用促進と、台湾国内旅行での消費促進による観光事業促進と経済波及効果を目的としたものであった。これによる1万6000NTDの補助はクレジットカードの信用限度額とその使用により支給されることとなった。一般休暇補助及び不休假加班費については旧来のままである。

## 申請方法
『行政院及所属各機関公務人員休假改進措施』の規定により、国民旅遊カードを有する公務員は強制休暇期間内の土日祝日を除く期間に所属機関所在地以外の地域に旅行し、その地で宿泊しかつカード特約店でカードで支払うことで実費補助を行うこととなり、年間限度額は補助金額の1万6000NTDを上限とした。同時に上記方式でカードによる支払いを行わない場合には補助支給が行われないことも定められた。2005年には特約店は約1万9300店となっている。また国民旅遊カードは中国信託銀行、永豊銀行等の5行より発行されている。

## 批判
行政院永続促進就業小組の構想では、国民旅遊カード導入の目的は観光産業の働きかけで、公務員が模範となり全国民に平日旅行の風潮を定着させ、平日の宿泊率を向上させることで休日の宿泊コストを下げ、国内観光旅行業を振興させることであった。民進党政府は国民旅遊カードの普及と的公務人員休暇制度を一体化させ、長期にわたり低迷していた国内観光産業回復の起爆剤にすることを計画した。しかし制度策定やその実施状況に計画性の問題があり、また国民旅遊カードの使用には様々な制限が設けられたため、旅行者への便宜も十分でなく、加えて交通部観光局も旅行業と無関係の特約店を増加させたことも問題とされる。国民旅遊カードはその登場以来、一般消費が旅行費に置き換わっている現実があり、統計によれば国民旅遊カードで支払われたうちのわずか3割から5割が旅行業と関係する消費である。また不正使用による補助金の不正受給問題も指摘されている。

## 参考資料
- 『公務人員休假規則』
- 『行政院及所属各機関公務人員休假改進措施』
- 『大紀元時報』李逸洋 国民旅遊カードにより観光業振興と景気回復に期待
- 人事行政局、国民旅遊カードQ&A
- 国家政策基金会
- 聯合信用カード処理中心